# Parysatis II
Parysatis II, död troligen 323 f.Kr., var en persisk prinsessa, gift med Alexander den store. 
Hon var dotter till Artaxerxes III (d. 338) och en okänd maka och syster till Arses och möjligen Sisygambis. Hon åtföljde år 333 tillsammans med  Sisygambis (möjligen hennes syster), Stateira II och sina kusiner Stateira III och Drypetis sin farbror Dareios III till slaget vid Issos, där han besegrades av Alexander den store, som sedan tillfångatog dem alla sedan farbrodern hade flytt. Dareios III försökte utan framgång få dem frigivna. Alexanders goda behandling av dem blev berömd och gav honom mycket god publicitet, eftersom han hälsade dem med respekt och behandlade dem väl. De följde Alexanders armé fram till 330, då han lämnade dem i Susa. 
Hon blev liksom sin kusin Stateira III gift med Alexander vid massbröllopet i Susa år 324, där 90 persiska kvinnor blev gifta med greker ur Alexanders armé; hennes kusin Drypetis blev vid samma tillfälle gift med Alexander. 
Efter Alexanders död 323 hennes kusin Stateira III mördad på order av Roxana. Plutarchos hävdar att även Drypetis mördades vid samma tillfälle. Parysatis nämns inte, men det förmodas att även hon mördades av Roxana vid samma tillfälle, möjligen istället för Drypetis.  